# Prieuré de Rauzet
Le prieuré de Rauzet ou de Rozet est un ancien prieuré de l'ordre de Grandmont, ordre monastique austère et peu connu, aujourd'hui disparu. Il est situé à Combiers, en Charente, en bordure de la forêt d'Horte et du département de la Dordogne et a fait l'objet d'une restauration entre 1991 et 2009. Il ne reste plus aujourd'hui de l'ancien prieuré que la chapelle et un bâtiment monastique, une partie de l'ancienne cuisine au sud et l'ancienne aile occidentale en partie sur les fondations anciennes, reconstruite en grange.

## Histoire

### Fondation
Le prieuré a été construit au XIIe siècle par les frères ermites de l'ordre de Grandmont, ordre monastique fondé en Limousin par les disciples de l'ermite Étienne de Muret après sa mort en 1124.
Cet ordre est un des seuls exemples de vie érémitique communautaire en Occident (avec les chartreux), mode de vie plus répandu dans le monachisme du christianisme oriental.
Lorsque l'ordre de Grandmont, installé dans les monts d'Ambazac dans le Limousin, prend un peu d'ampleur au XIIe siècle, les frères fondent de petites structures, ou celles, dans les environs afin de retrouver leur pauvreté d'origine. C'est à la fin de ce siècle qu'ils viennent à Rozet, lieu isolé dans la forêt d'Horte, à la limite des diocèses d'Angoulême et de Périgueux, dans la zone d'influence des seigneurs de Villebois et de La Rochebeaucourt.
Les archives concernant cette fondation ont totalement disparu, mais des indices architecturaux font remonter les premières constructions au tout début du XIIIe siècle.
Le prieuré n'avait aucune charte, mais possédait quelques domaines, étangs, au moins un moulin, et des droits sur la forêt de La Rochebeaucourt. Le vœu de pauvreté était poussé à l'extrême. Il était dirigé par un moine convers, afin de dégager les clercs et le prêtre de toute tâche matérielle.
La règle était l'hospitalité, et les pèlerins, nombreux dans la région, étaient accueillis.

### Évolution du statut
Le statut initial de l'ordre avait légèrement évolué au XIIe siècle, lorsque les frères ermites avaient essaimé de Grandmont pour venir s'installer à Combiers, car les dons étaient nombreux et l'extrême pauvreté initiale n'était plus tout à fait la même. Cependant, Rauzet est resté fidèle à cette simplicité.
Comme tous les monastères fondés au Moyen Âge, l'âge d'or a été du XIIIe au XIVe siècle, en particulier grâce à Henri II d'Angleterre qui a soutenu cet ordre.
D'après Martin-Buchey, le prieuré aurait été rattaché à l'abbaye de Grosbot, cistercienne, se trouvant aussi dans la forêt d'Horte et distante seulement de 3 km. Cependant, aucune charte des archives de cette abbaye cistercienne n'indique un lien entre les deux sites.

### Guerres, pillages et destructions
L'église connut des périodes de crise pendant la guerre de Cent Ans puis les guerres de religion.
L'ordre des Grandmontains fut supprimé en 1772, puis le site fut vendu comme bien national à la Révolution. Transformée en dépendance agricole, l'église servait de grange et des chênes poussaient sur le toit, jusqu'en 1991 où l'ensemble a été racheté par la Société civile immobilière de Rauzet et l'association de sauvegarde, l'ASEG Rauzet.

## Architecture

### L’église
L'église (25,10 m x 6,50 m) est un superbe exemple d'architecture grandmontaine. Elle se caractérise par son architecture simple et ne possède qu'une simple nef assez haute. Elle est voûtée d’un berceau brisé, et n'a pas de fenêtre dans les gouttereaux. Elle est toutefois bien éclairée, grâce aux trois baies du chœur à l'est et une fenêtre à l'ouest, qui font converger la lumière vers l'autel, disposition typique des églises grandmontaines, toujours aveugles sur les côtés.
Dans le côté nord de l'église, un portique qui vient d'être dégagé par l'ASEG Rauzet était vraisemblablement destiné à abriter les pèlerins et les paroissiens. C'est là que se trouve une porte d'apparat faisant communiquer avec l'intérieur de l'église. Elle est de plein cintre, avec des colonnettes sur les côtés.
La porte des frères convers au sud a aussi été restaurée. On y trouve aussi un armarium, dans lequel était rangés les objets du culte et les livres liturgiques.
La voûte du chœur en arc brisé a été reconstruite par l'ASEG Rauzet, simple et semi-circulaire, sans colonne ni pilastre. Le chœur est légèrement plus large que la nef, ce qui est une spécificité grandmontaine. Les trois baies du chœur et la fenêtre ouest ont reçu des vitraux réalisés par l'atelier de vitrail de Ruffec (Ph. Riffaud, F. Theallier).
Il y avait aussi une double piscine dans le mur sud du chœur dans deux niches couvertes en plein cintre et dont les eaux sacrées s'écoulaient sous l'église. On trouve aussi un deuxième armarium dans le mur nord. L'intérieur de la nef était surmontée d'une moulure en tore qui faisait la séparation avec la voûte du toit.

L'église
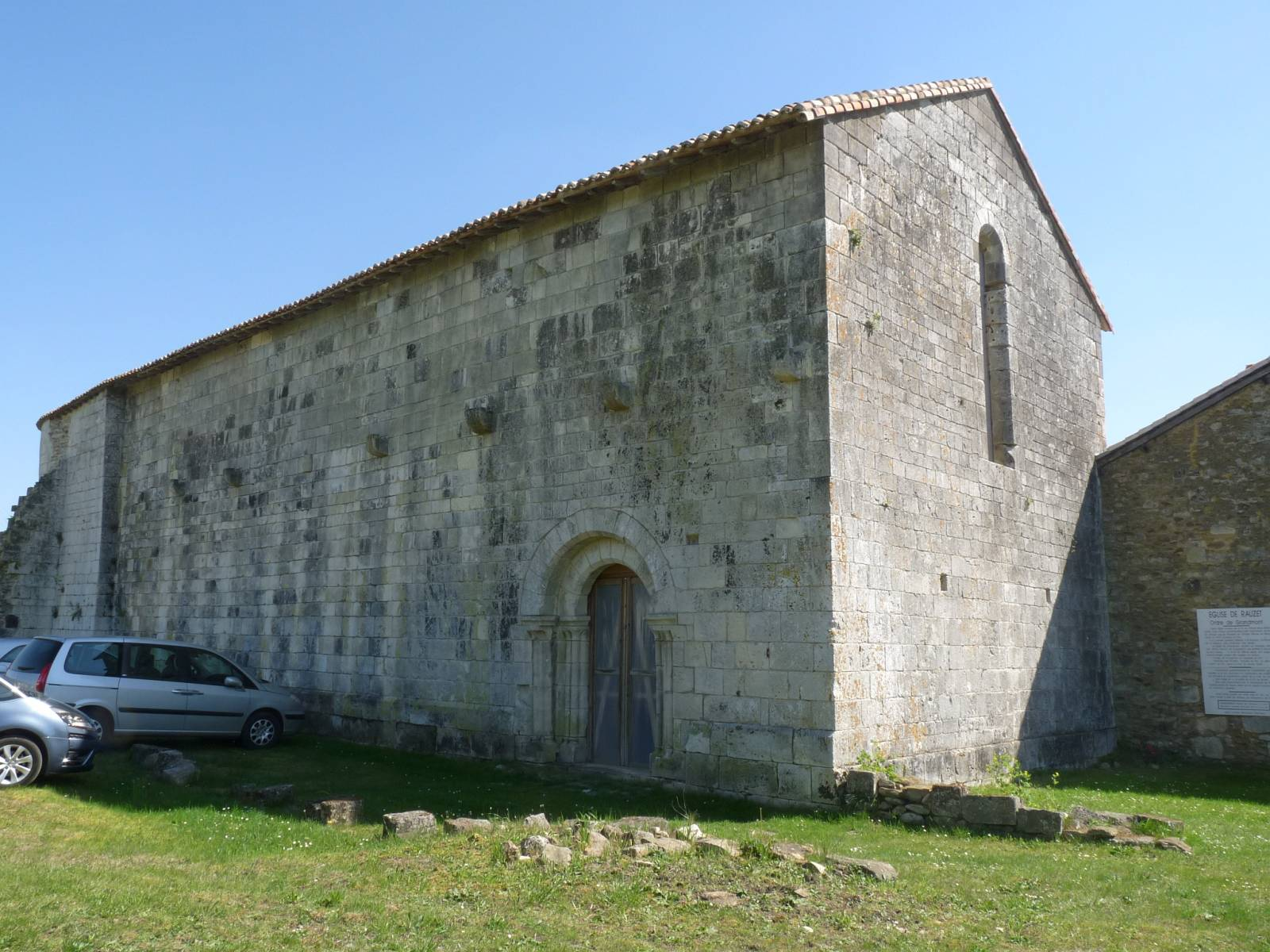
Façade extérieure (nord).
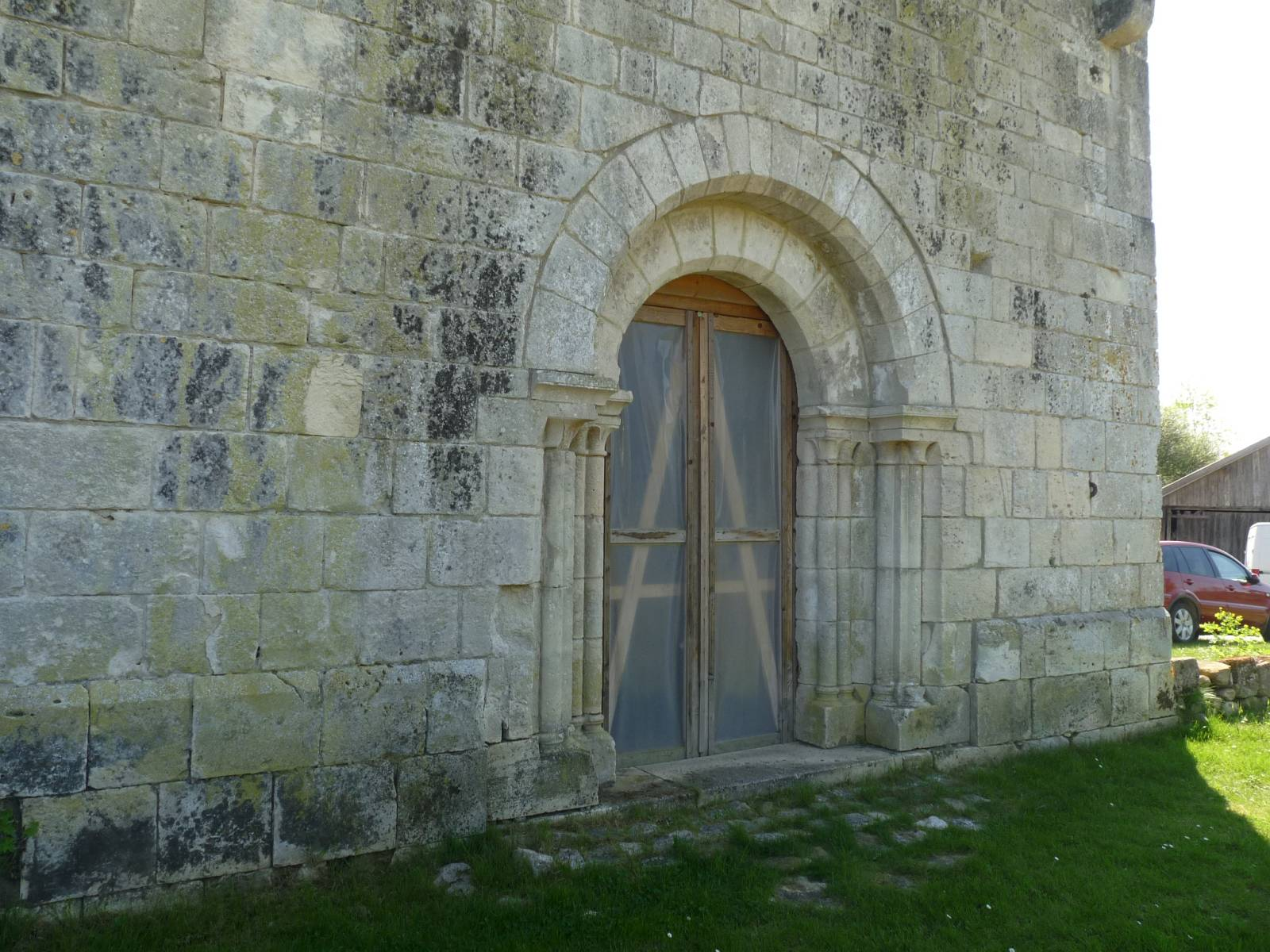
Entrée des pèlerins et des villageois.
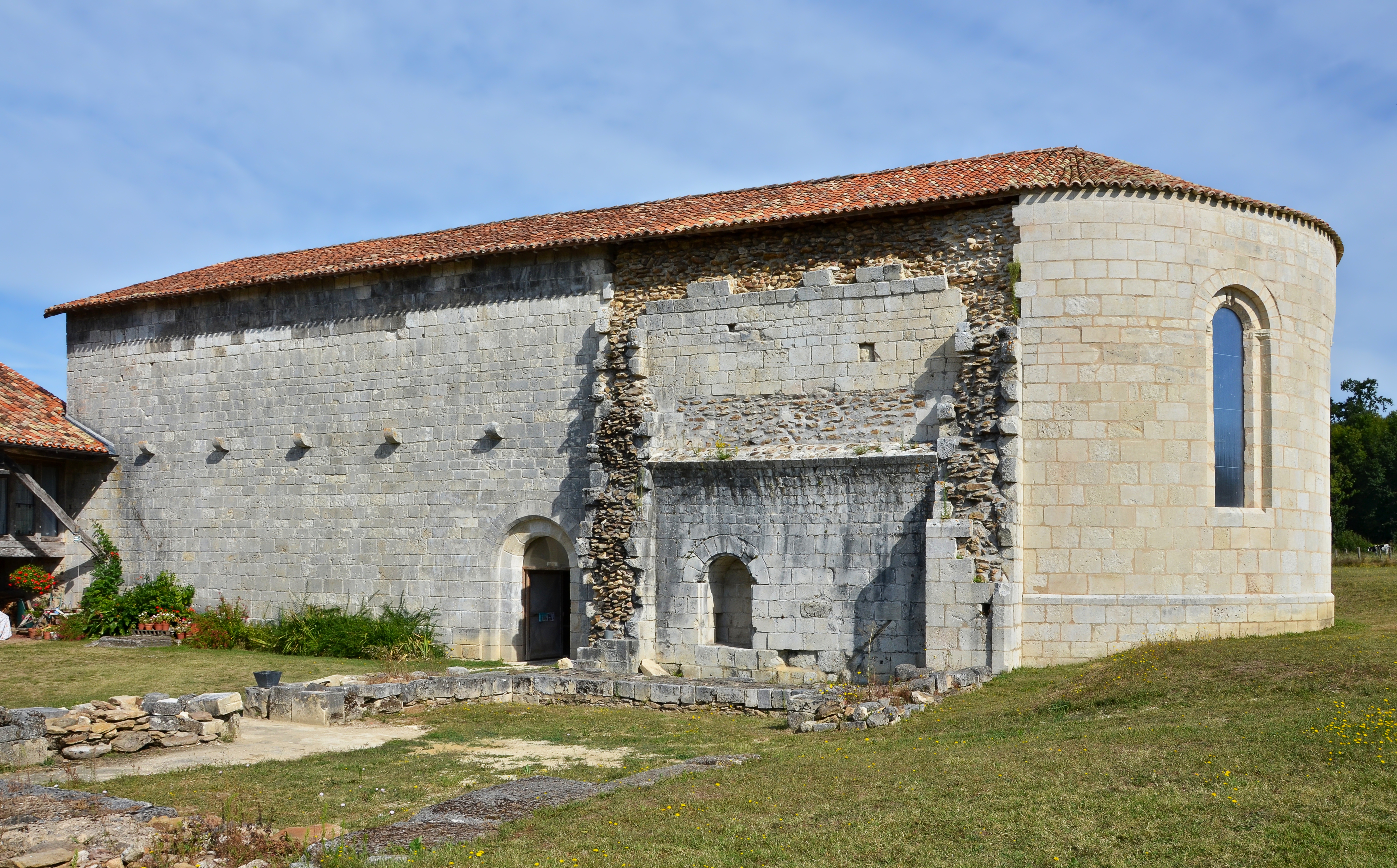
Façade intérieure (sud).
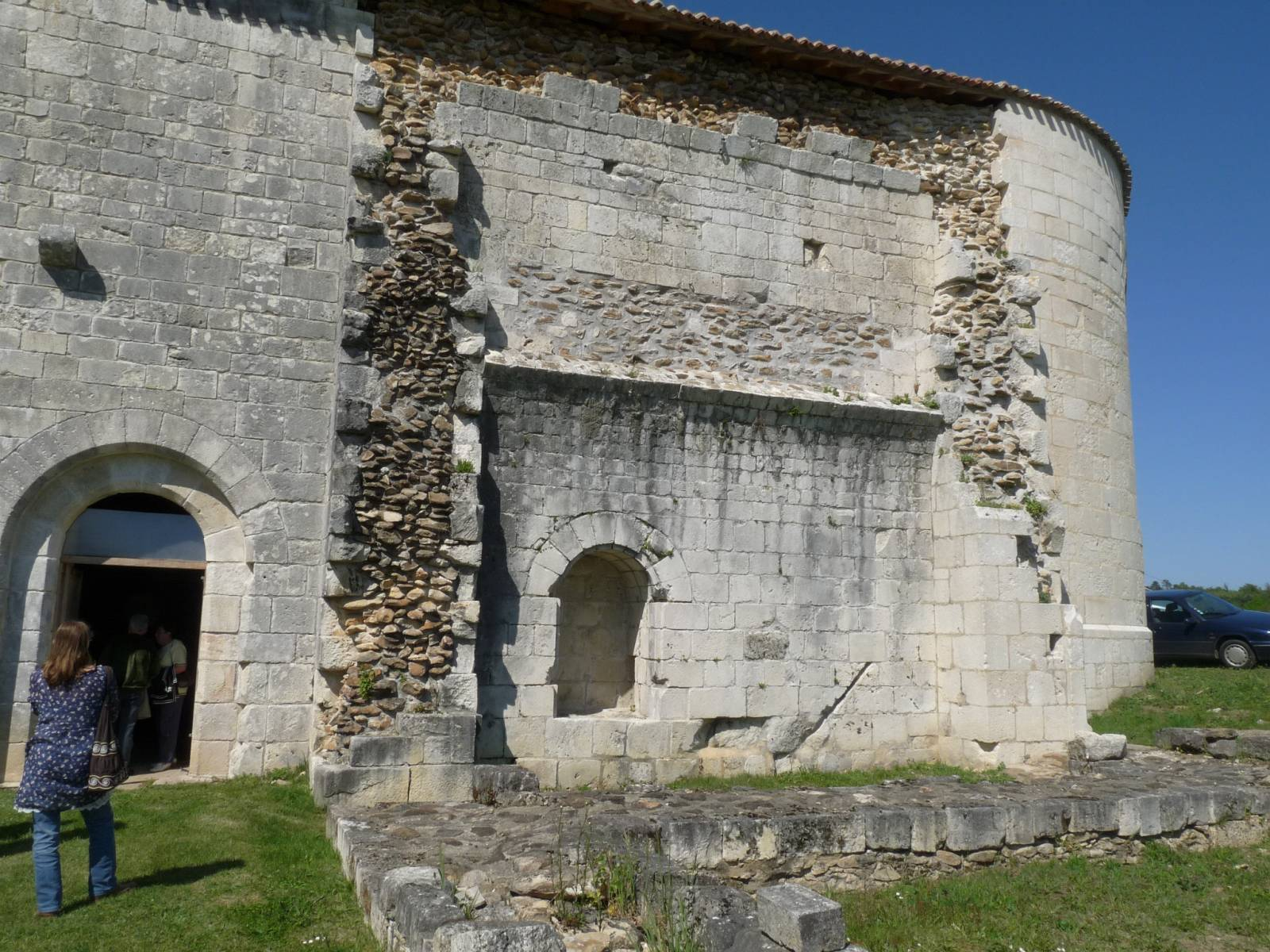
Porte des frères.

### Les bâtiments monastiques
Les fouilles archéologiques ont permis de retrouver les vestiges du réfectoire, du cellier, de la salle capitulaire et du cloître.
Le soin apporté à la construction des bâtiments qui formaient un quadrilatère autour de la cour du cloître est caractéristique.
Sur le mur extérieur oriental de l'église, une trace permet de conclure que le bâtiment attenant était voûté. La cuisine monastique était au sud-ouest, dans le bâtiment existant. Cette cuisine et ce bâtiment avaient été transformés en maison d'habitation, ou logis, lors de l'abandon du prieuré.
Le cloître, les habitations des frères, étaient tous du côté sud de l'église, qui faisait office de lien entre le monde monacal et le monde extérieur. Les eaux usées s'écoulaient vers l'est, vers le vivier et le ruisseau de Rozet.
Rozet a aussi une fontaine de dévotion, dite de Mardi Gras. Le cimetière était au chevet de l'église. Des inhumations ont eu lieu dans l'ancien cloître lorsque la chapelle est devenue succursale paroissiale. 

Les bâtiments
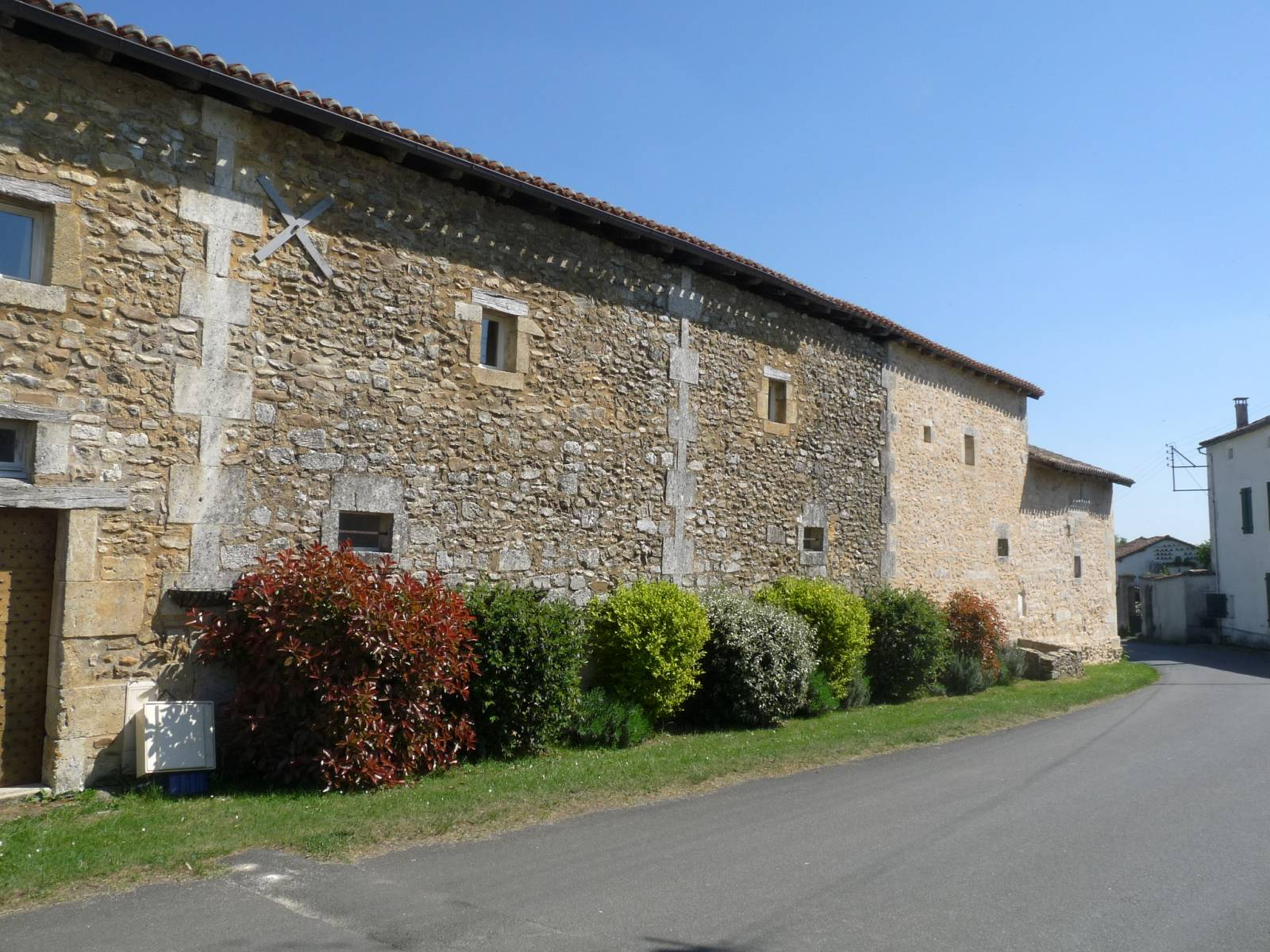
Aile ouest
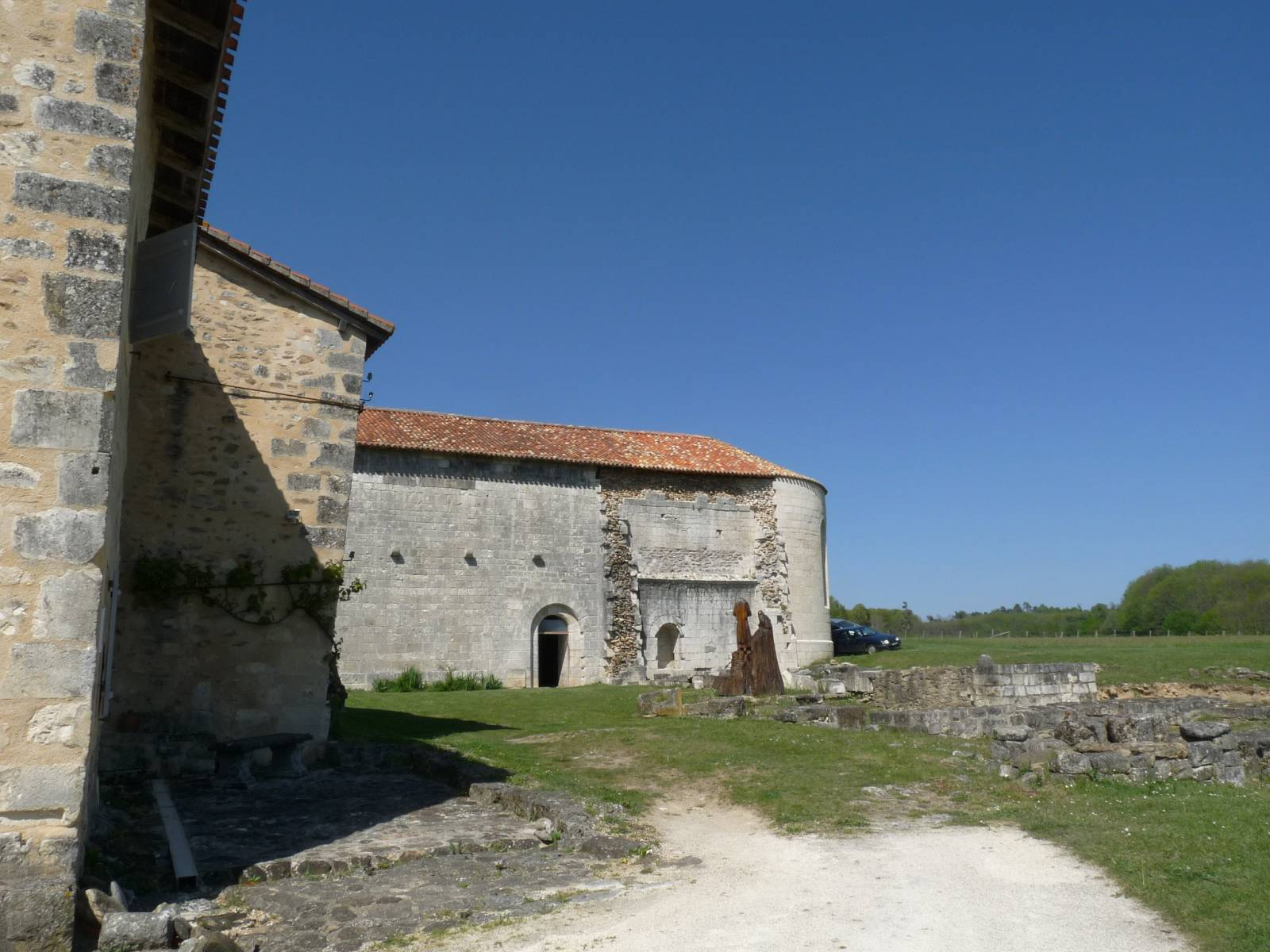
Entrée sud-ouest
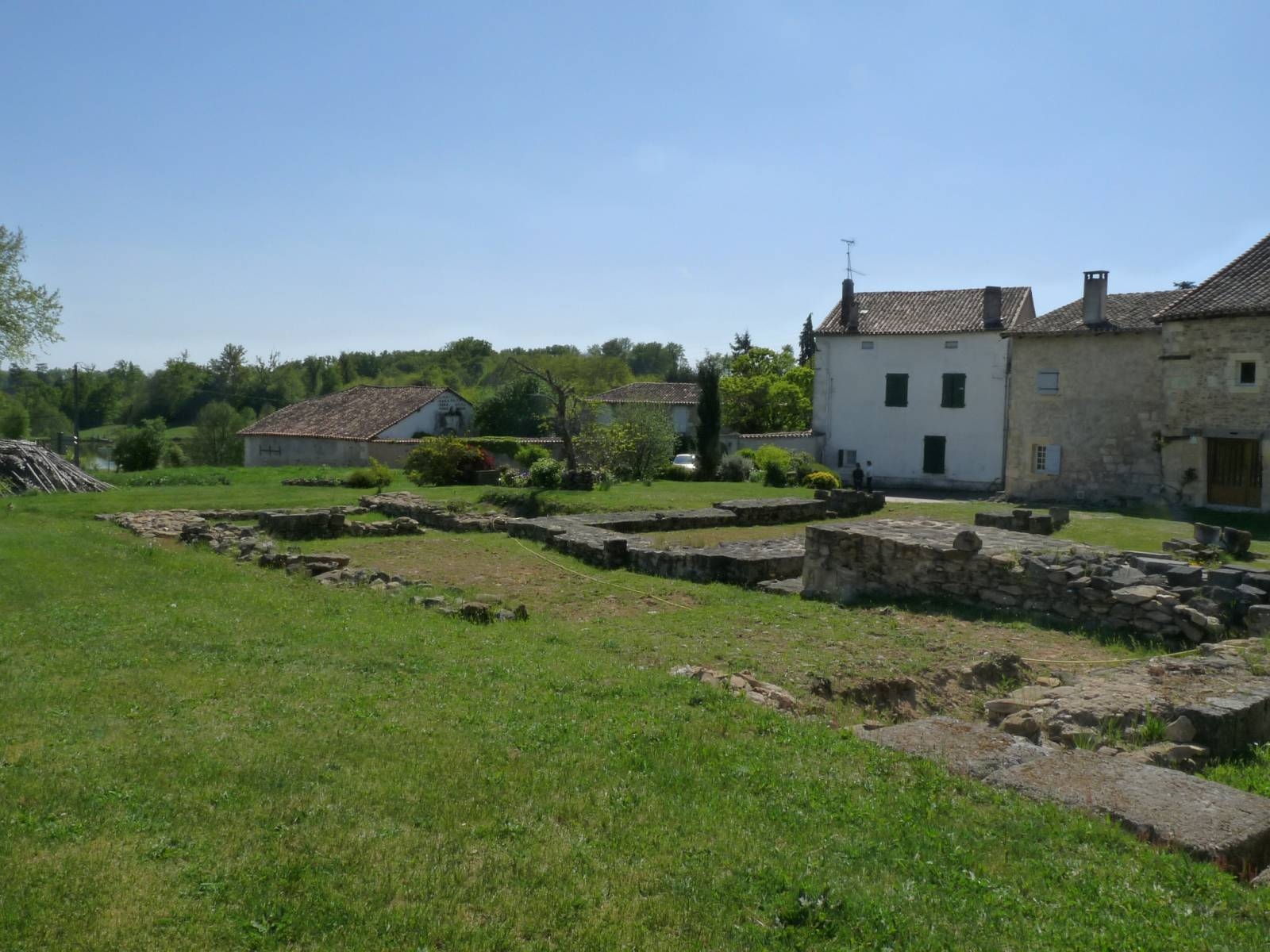
Vestiges du cellier et du cloître

## Protection
L'association de sauvegarde, l'ASEG Rauzet, fondée en 1986 par un couple de passionnés d'architecture, a pour but de restaurer et sauvegarder le site. L'association a acheté le site en 1991, et grâce à des dons, a pu restaurer l'église dès 1993 et entreprendre des recherches archéologiques. En particulier, les murs et le chevet de l'église ont été restaurés. La clé de voûte a été remise en place en 2008 et le toit a été terminé en 2009,.
Le sol de la parcelle cadastrale E 282, correspondant à l’église, fait l’objet d’une inscription au titre des monuments historiques depuis le 21 octobre 1987. L'église, ainsi que le sol non bâti de plusieurs terrains attenants (parcelles 60 et 283), font l’objet d’un classement au titre des monuments historiques depuis le 14 décembre 1992.
En 2007, un gîte d'étape est créé dans l'aile ouest qui était devenue une grange. L'église retrouve ainsi sa vocation d'accueil.